# Akçe
Akçe foi a moeda utilizada no Império Otomano, principalmente nas regiões de Anatólia e Balcãns.

## História
Foi cunhada pela primeira vez, em 1299, durante o governo de Osmã Bei.
Entre os séculos XI e XVII, akçe era a principal moeda de troca da Anatólia e dos Balcãns. Além do akçe cunhado em prata, existia o sultani cunhado em ouro; e para transações menores era utilizado o mangir e o pul cunhados em cobre. A principal casa da moeda que cunhava o akçe e o sultanin era Kostantaniyye, até o século XVIII; existiram outras casas de moedas que cunhavam o akçe, como as de Diarbaquir, Vã e Bagdá.
Com a expansão dos territórios, os otomanos tiveram que padronizar seu sistema monetário internacional. Passaram a utilizar o sultani para transações grandes e internacionais; A moeda de prata akçe, recebeu outros nomes, dependendo da região, como no Egito (medin ou para) e no Iraque (shahi). Quando o Império Otomano conquistou a Hungria, a região passou a utilizar o akçe para transações governamentais, mas utilizavam as moedas de prata das regiões vizinhas para todas as outras transações monetárias.

## Características
A moeda era cunhada em prata, com o peso ideal em 0,32 gramas. Variações de peso ocorriam devido ao período e a casa da moeda, podendo variar entre 0,30 e 0,38 gramas; o teor de prata também variava devido ao período cunhado, com variações entre 85% e 97%.